# Басов, Николай Семёнович
Николай Семёнович Басов — советский хозяйственный, государственный и политический деятель, Герой Социалистического Труда.

## Биография
Родился в 1920 году на территории современного Ставропольского края. Член КПСС.
Участник Великой Отечественной войны. С 1946 года — на хозяйственной, общественной и политической работе. В 1946—1980 гг. — слесарь на арматурном заводе в городе Георгиевске Ставропольского края, токарь, участник восстановления Георгиевска, токарь-расточник Георгиевского арматурного завода имени Ленина Министерства химического и нефтяного машиностроения СССР.
Указом Президиума Верховного Совета СССР от 25 июня 1966 года за выдающиеся успехи в выполнении заданий семилетнего плана, высокое качество изделий и новаторство в работе присвоено звание Героя Социалистического Труда с вручением ордена Ленина и золотой медали «Серп и Молот».
Делегат XXV съезда КПСС.
Умер в Георгиевске в 1997 году.